# Phylloxerina nyssae
Phylloxerina nyssae är en insektsart som först beskrevs av Theodore Pergande 1904.  Phylloxerina nyssae ingår i släktet Phylloxerina och familjen dvärgbladlöss. Inga underarter finns listade i Catalogue of Life.